# West Row
West Row – wieś w Anglii, w Suffolk. W 1861 wieś liczyła 1294 mieszkańców.